# André Neles
André Moreira Neles, mais conhecido como André Neles (Patrocínio, 4 de janeiro de 1978 — Uberlândia, 6 de fevereiro de 2020), foi um futebolista brasileiro que jogava como atacante.
Durante parte da carreira, se notabilizou pelo apelido de André "Balada", pela fama de ostentação e festas.

## Carreira
Começou a defender o Uberlândia em 1996, nas categorias de base, e jogou pelo profissional em 1999, quando participou da equipe durante o acesso à Elite do Campeonato Mineiro.
Posteriormente, foi vendido para o Atlético–MG. Foi campeão mineiro em 2000 e até fez gol na Bombonera, durante um duelo com o Boca Juniors pela Copa Mercosul de 2000.
Acertou com o Benfica em 2001, onde teve chances restritas, disputando dez jogos, quase sempre saindo do banco, e anotou apenas um gol. Ainda passaria por empréstimo ao Marítimo, antes de retornar ao Brasil.
Contratado pelo Vitória, foi artilheiro e campeão do Supercampeonato Baiano em 2002, e também brilhou no Brasileirão.
Em 2003, jogou os primeiros meses do ano no Internacional, com o qual foi campeão gaúcho e marcou o gol da vitória colorada por 1 a 0 em um Gre-Nal, antes de integrar o Palmeiras na Série B.
Após a conquista da Série B deixou o Palmeiras e passou novamente por Marítimo, onde realizou cinco partidas, e Atlético Mineiro em 2004. No total, André atuou na equipe profissional do Atlético de 1999 a 2000 e em 2004, fez 45 jogos e marcou 17 gols pelo Galo.
Conquistou o estadual de 2005 pelo Fortaleza, onde uma série de lesões e cirurgias comprometeram seu rendimento. Foram três anos até retomar a carreira em 2008.
Em 2006, conseguiu uma oferta com os sauditas do Al-Ittifaq, mas foi no período em que estava com o joelho lesionado.
Nas temporadas de 2009, 2010 e 2011 vestiu a camisa do Botafogo FC, onde disputou 31 jogos e marcou nove gols. Em 2010, participou da campanha da conquista do Troféu do Interior.
Passou pelo Icasa em 2010, participando da boa campanha na Série B do Brasileirão, quando marcou 4 gols em 11 jogos, e em 2012.
Em 2011, ajudou o América de Natal a faturar o acesso à Série B do Brasileiro.
Em 2012, voltou a defender o Uberlândia no Módulo 2 do Campeonato Mineiro.
O último clube de André foi o Alecrim FC, em 2017, aos 39 anos.
Aposentado do futebol profissional, jogou por diversos times amadores e fez parte da equipe de Fut7 do América-RN.

### Seleção de Guiné Equatorial
André Neles dizia que seu bisavô tinha ascendência na Guiné Equatorial. A primeira aparição na seleção africana foi em 2007. O atacante disputou seis jogos e anotou três gols pela Seleção, presente em uma partida contra Serra Leoa pelas Eliminatórias da Copa de 2010.
André revelaria que recebeu U$ 200 mil para se naturalizar e mais U$ 10 mil por cada partida disputada.

## Mudança de vida
André  viveu um lado obscuro na sua vida quando mergulhou fundo no álcool e nas drogas. Para abandonar a vida desregrada, André Neles, antes tido como André 'Balada', passou a frequentar cultos evangélicos, lançando carreira com cantor gospel. Em matéria publicada na revista Placar do mês de dezembro (2010), o atacante revela que já compôs mais de 100 músicas e lançou três CDs. 

## Morte
André Neles morreu no dia 6 de fevereiro de 2020 aos 42 anos, vítima de infarto fulminante em Uberlândia, cidade onde morava.

## Títulos
Atlético-MG
- Campeonato Mineiro: 2000

Vitória
- Campeonato Baiano: 2002

Internacional
- Campeonato Gaúcho: 2003

Palmeiras
- Campeonato Brasileiro - Série B: 2003

Fortaleza
- Campeonato Cearense: 2005

Grêmio Barueri
- Campeonato Paulista do Interior: 2008

Botafogo-SP
- Campeonato Paulista do Interior: 2010